# 八束郡

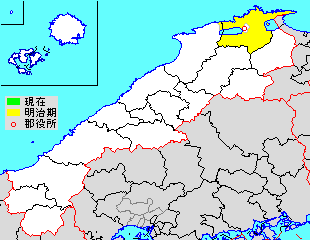
島根県八束郡の位置

八束郡（やつかぐん）は、島根県にあった郡である。

## 郡域
1896年（明治29年）に行政区画として発足した当時の郡域は以下の地域にあたる。
- 松江市の大部分（市街地の一部[注 1]を除く）
- 出雲市の一部（美野町・野郷町・地合町）
- 安来市の一部（西荒島町[1]）

## 歴史
- 明治29年（1896年）

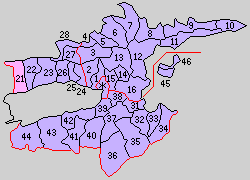
1.法吉村 2.生馬村 3.講武村 4.御津村 5.大芦村 6.加賀村 7.野波村 8.千酌村 9.片江村 10.美保関村 11.森山村 12.本庄村 13.持田村 14.東川津村 15.西川津村 16.朝酌村 21.伊野村 22.大野村 23.秋鹿村 24.古志村 25.古曽志村 26.長江村 27.佐太村 28.恵曇村 31.竹矢村 32.出雲郷村 33.揖屋村 34.意東村 35.岩坂村 36.熊野村 37.大庭村 38.津田村 39.乃木村 40.忌部村 41.玉造村 42.湯町村 43.来待村 44.宍道村 45.波入村 46.二子村（紫：松江市 桃：出雲市 ＊：発足時の松江市）

  - 4月1日 - 郡制の施行のため、島根郡・秋鹿郡・意宇郡の区域をもって八束郡が発足。郡役所が松江市殿町に設置。（40村）
    - 旧・島根郡（16村） - 法吉村、生馬村、講武村、御津村、大芦村、加賀村、野波村、千酌村、片江村、美保関村、森山村、本庄村、持田村、東川津村、西川津村、朝酌村（現・松江市）
    - 旧・秋鹿郡（8村） - 伊野村（現・出雲市）、大野村、秋鹿村、古志村、古曽志村、長江村、佐太村、恵曇村（現・松江市）
    - 旧・意宇郡（16村） - 竹矢村、出雲郷村、揖屋村、意東村、岩坂村、熊野村、大庭村、津田村、乃木村、忌部村、玉造村、湯町村、来待村、宍道村、波入村、二子村（現・松江市）

  - 8月1日 - 郡制を施行。
- 明治36年（1903年）4月1日 - 東川津村・西川津村が合併して川津村が発足。（39村）
- 明治38年（1905年）4月1日 - 玉造村・湯町村が合併して玉湯村が発足。（38村）
- 明治41年（1908年）5月1日 - 古志村・古曽志村・長江村が合併して古江村が発足。（36村）
- 大正12年（1923年）4月1日 - 郡会が廃止。郡役所は存続。
- 大正13年（1924年）1月1日 - 美保関村が町制施行して美保関町となる。（1町35村）
- 大正15年（1926年）7月1日 - 郡役所が廃止。以降は地域区分名称となる。
- 昭和2年（1927年）11月1日 - 宍道村が町制施行して宍道町となる。（2町34村）
- 昭和4年（1929年）1月1日 - 波入村・二子村が合併して八束村が発足。（2町33村）
- 昭和9年（1934年）12月1日 - 津田村が松江市に編入。（2町32村）
- 昭和10年（1935年）1月1日 - 揖屋村が町制施行して揖屋町となる。（3町31村）
- 昭和14年（1939年）
  - 2月11日 - 川津村が松江市に編入。（3町30村）
  - 11月1日 - 朝酌村が松江市に編入。（3町29村）
- 昭和22年（1947年）12月28日 - 恵曇村が町制施行して恵曇町となる。（4町28村）
- 昭和23年（1948年）
  - 6月15日 - 意東村の一部（下意東の一部[注 2]）が能義郡荒島村に編入。
  - 10月10日 - 法吉村が松江市に編入。（4町27村）
- 昭和25年（1950年）9月21日 - 竹矢村・乃木村が松江市に編入。（4町25村）
- 昭和26年（1951年）4月1日 （4町22村）
  - 岩坂村・熊野村および大庭村の一部（平原）が合併して八雲村が発足。
  - 忌部村および大庭村の残部（大庭・佐草・大草・山代）が松江市に編入。
- 昭和28年（1953年）4月1日 - 生馬村・持田村が松江市に編入。（4町20村）
- 昭和29年（1954年）4月1日 - 揖屋町・出雲郷村・意東村が合併して東出雲町が発足。（4町18村）
- 昭和30年（1955年）
  - 3月10日 - 本庄村・古江村が松江市に編入。（4町16村）
  - 4月3日 - 来待村・宍道町が合併し、改めて宍道町が発足。（4町15村）
  - 4月13日 - 千酌村・片江村・美保関町・森山村が合併し、改めて美保関町が発足。（4町12村）
- 昭和31年（1956年）
  - 1月10日 - 大芦村・加賀村・野波村が合併して島根村が発足。（4町10村）
  - 3月3日 - 恵曇町・講武村・御津村・佐太村が合併して鹿島町が発足。（4町7村）
- 昭和34年（1959年）1月1日 - 玉湯村が町制施行して玉湯町となる。（5町6村）
- 昭和35年（1960年）
  - 4月1日 - 伊野村が平田市に編入。（5町5村）
  - 8月1日 - 大野村・秋鹿村が松江市に編入。（5町3村）
- 昭和44年（1969年）4月1日 - 島根村が町制施行して島根町となる。（6町2村）
- 昭和45年（1970年）4月1日 - 八束村が町制施行して八束町となる。（7町1村）
- 平成17年（2005年）3月31日 - 鹿島町・島根町・美保関町・八雲村・玉湯町・宍道町・八束町が松江市と合併し、改めて松江市が発足、郡より離脱。（1町）
- 平成23年（2011年）8月1日 - 東出雲町が松江市に編入。同日八束郡消滅。

### 変遷表
| 旧 郡    | 明治22年以前 | 明治22年以前              | 明治22年 4月1日 町村制施行 | 明治22年 - 大正15年          | 昭和元年 - 昭和20年          | 昭和21年 - 昭和40年                | 昭和21年 - 昭和40年          | 昭和41年 - 昭和64年        | 平成元年 - 現在              | 現在   |
| -------- | ------------ | ------------------------- | -------------------------- | ---------------------------- | ---------------------------- | ---------------------------------- | ---------------------------- | -------------------------- | ---------------------------- | ------ |
| 意 宇 郡 | 下意東村     | 一部                      | 意東村                     | 意東村                       | 意東村                       | 昭和23年6月15日 能義郡荒島村に編入 | 昭和29年4月1日 安来市        | 安来市                     | 平成16年10月1日 安来市       | 安来市 |
| 意 宇 郡 | 下意東村     | 一部                      | 意東村                     | 意東村                       | 意東村                       | 意東村                             | 昭和29年4月1日 東出雲町      | 東出雲町                   | 平成23年8月1日 松江市に編入  | 松江市 |
| 意 宇 郡 | 上意東村     |                           | 意東村                     | 意東村                       | 意東村                       | 意東村                             | 昭和29年4月1日 東出雲町      | 東出雲町                   | 平成23年8月1日 松江市に編入  | 松江市 |
| 意 宇 郡 | 揖屋村       | 揖屋村                    | 揖屋村                     | 揖屋村                       | 昭和10年1月1日 町制 揖屋町   | 揖屋町                             | 昭和29年4月1日 東出雲町      | 東出雲町                   | 平成23年8月1日 松江市に編入  | 松江市 |
| 意 宇 郡 | 出雲郷村     | 出雲郷村                  | 出雲郷村                   | 出雲郷村                     | 出雲郷村                     | 出雲郷村                           | 昭和29年4月1日 東出雲町      | 東出雲町                   | 平成23年8月1日 松江市に編入  | 松江市 |
| 意 宇 郡 | 春日村       |                           | 出雲郷村                   | 出雲郷村                     | 出雲郷村                     | 出雲郷村                           | 昭和29年4月1日 東出雲町      | 東出雲町                   | 平成23年8月1日 松江市に編入  | 松江市 |
| 意 宇 郡 | 玉造村       | 玉造村                    | 玉造村                     | 明治38年4月1日 玉湯村        | 玉湯村                       | 玉湯村                             | 昭和34年1月1日 町制 玉湯町   | 玉湯町                     | 平成17年3月31日 松江市       | 松江市 |
| 意 宇 郡 | 大谷村       |                           | 玉造村                     | 明治38年4月1日 玉湯村        | 玉湯村                       | 玉湯村                             | 昭和34年1月1日 町制 玉湯町   | 玉湯町                     | 平成17年3月31日 松江市       | 松江市 |
| 意 宇 郡 | 湯町         | 湯町                      | 湯町村                     | 明治38年4月1日 玉湯村        | 玉湯村                       | 玉湯村                             | 昭和34年1月1日 町制 玉湯町   | 玉湯町                     | 平成17年3月31日 松江市       | 松江市 |
| 意 宇 郡 | 湯町村       | 明治8年9月5日 湯町村      | 湯町村                     | 明治38年4月1日 玉湯村        | 玉湯村                       | 玉湯村                             | 昭和34年1月1日 町制 玉湯町   | 玉湯町                     | 平成17年3月31日 松江市       | 松江市 |
| 意 宇 郡 | 面白村       | 明治8年9月5日 湯町村      | 湯町村                     | 明治38年4月1日 玉湯村        | 玉湯村                       | 玉湯村                             | 昭和34年1月1日 町制 玉湯町   | 玉湯町                     | 平成17年3月31日 松江市       | 松江市 |
| 意 宇 郡 | 布志名村     |                           | 湯町村                     | 明治38年4月1日 玉湯村        | 玉湯村                       | 玉湯村                             | 昭和34年1月1日 町制 玉湯町   | 玉湯町                     | 平成17年3月31日 松江市       | 松江市 |
| 意 宇 郡 | 林村         |                           | 湯町村                     | 明治38年4月1日 玉湯村        | 玉湯村                       | 玉湯村                             | 昭和34年1月1日 町制 玉湯町   | 玉湯町                     | 平成17年3月31日 松江市       | 松江市 |
| 意 宇 郡 | 宍道町       | 宍道町                    | 宍道村                     | 宍道村                       | 昭和2年11月1日 町制 宍道町   | 宍道町                             | 昭和30年4月3日 宍道町        | 宍道町                     | 平成17年3月31日 松江市       | 松江市 |
| 意 宇 郡 | 宍道村       |                           | 宍道村                     | 宍道村                       | 昭和2年11月1日 町制 宍道町   | 宍道町                             | 昭和30年4月3日 宍道町        | 宍道町                     | 平成17年3月31日 松江市       | 松江市 |
| 意 宇 郡 | 白石村       |                           | 宍道村                     | 宍道村                       | 昭和2年11月1日 町制 宍道町   | 宍道町                             | 昭和30年4月3日 宍道町        | 宍道町                     | 平成17年3月31日 松江市       | 松江市 |
| 意 宇 郡 | 佐々布村     |                           | 宍道村                     | 宍道村                       | 昭和2年11月1日 町制 宍道町   | 宍道町                             | 昭和30年4月3日 宍道町        | 宍道町                     | 平成17年3月31日 松江市       | 松江市 |
| 意 宇 郡 | 伊志見村     |                           | 宍道村                     | 宍道村                       | 昭和2年11月1日 町制 宍道町   | 宍道町                             | 昭和30年4月3日 宍道町        | 宍道町                     | 平成17年3月31日 松江市       | 松江市 |
| 意 宇 郡 | 上来海村     | 上来海村                  | 来海村                     | 明治26年7月9日 改称 来待村   | 来待村                       | 来待村                             | 昭和30年4月3日 宍道町        | 宍道町                     | 平成17年3月31日 松江市       | 松江市 |
| 意 宇 郡 | 東来海村     |                           | 来海村                     | 明治26年7月9日 改称 来待村   | 来待村                       | 来待村                             | 昭和30年4月3日 宍道町        | 宍道町                     | 平成17年3月31日 松江市       | 松江市 |
| 意 宇 郡 | 西来海村     |                           | 来海村                     | 明治26年7月9日 改称 来待村   | 来待村                       | 来待村                             | 昭和30年4月3日 宍道町        | 宍道町                     | 平成17年3月31日 松江市       | 松江市 |
| 意 宇 郡 | 入江村       | 入江村                    | 波入村                     | 波入村                       | 昭和4年1月1日 八束村         | 八束村                             | 八束村                       | 昭和45年4月1日 町制 八束町 | 平成17年3月31日 松江市       | 松江市 |
| 意 宇 郡 | 波入浦       |                           | 波入村                     | 波入村                       | 昭和4年1月1日 八束村         | 八束村                             | 八束村                       | 昭和45年4月1日 町制 八束町 | 平成17年3月31日 松江市       | 松江市 |
| 意 宇 郡 | 遅江村       |                           | 波入村                     | 波入村                       | 昭和4年1月1日 八束村         | 八束村                             | 八束村                       | 昭和45年4月1日 町制 八束町 | 平成17年3月31日 松江市       | 松江市 |
| 意 宇 郡 | 二子村       | 二子村                    | 二子村                     | 二子村                       | 昭和4年1月1日 八束村         | 八束村                             | 八束村                       | 昭和45年4月1日 町制 八束町 | 平成17年3月31日 松江市       | 松江市 |
| 意 宇 郡 | 寺津村       |                           | 二子村                     | 二子村                       | 昭和4年1月1日 八束村         | 八束村                             | 八束村                       | 昭和45年4月1日 町制 八束町 | 平成17年3月31日 松江市       | 松江市 |
| 意 宇 郡 | 亀尻村       |                           | 二子村                     | 二子村                       | 昭和4年1月1日 八束村         | 八束村                             | 八束村                       | 昭和45年4月1日 町制 八束町 | 平成17年3月31日 松江市       | 松江市 |
| 意 宇 郡 | 馬渡村       |                           | 二子村                     | 二子村                       | 昭和4年1月1日 八束村         | 八束村                             | 八束村                       | 昭和45年4月1日 町制 八束町 | 平成17年3月31日 松江市       | 松江市 |
| 意 宇 郡 | 江島村       |                           | 二子村                     | 二子村                       | 昭和4年1月1日 八束村         | 八束村                             | 八束村                       | 昭和45年4月1日 町制 八束町 | 平成17年3月31日 松江市       | 松江市 |
| 意 宇 郡 | 西岩坂村     | 西岩坂村                  | 岩坂村                     | 岩坂村                       | 岩坂村                       | 昭和26年4月1日 八雲村              | 昭和26年4月1日 八雲村        | 八雲村                     | 平成17年3月31日 松江市       | 松江市 |
| 意 宇 郡 | 東岩坂村     |                           | 岩坂村                     | 岩坂村                       | 岩坂村                       | 昭和26年4月1日 八雲村              | 昭和26年4月1日 八雲村        | 八雲村                     | 平成17年3月31日 松江市       | 松江市 |
| 意 宇 郡 | 日吉村       |                           | 岩坂村                     | 岩坂村                       | 岩坂村                       | 昭和26年4月1日 八雲村              | 昭和26年4月1日 八雲村        | 八雲村                     | 平成17年3月31日 松江市       | 松江市 |
| 意 宇 郡 | 熊野村       | 熊野村                    | 熊野村                     | 熊野村                       | 熊野村                       | 昭和26年4月1日 八雲村              | 昭和26年4月1日 八雲村        | 八雲村                     | 平成17年3月31日 松江市       | 松江市 |
| 意 宇 郡 | 平原村       | 平原村                    | 大庭村                     | 大庭村                       | 大庭村                       | 昭和26年4月1日 八雲村              | 昭和26年4月1日 八雲村        | 八雲村                     | 平成17年3月31日 松江市       | 松江市 |
| 意 宇 郡 | 大庭村       | 大庭村                    | 大庭村                     | 大庭村                       | 大庭村                       | 昭和26年4月1日 松江市に編入        | 松江市                       | 松江市                     | 平成17年3月31日 松江市       | 松江市 |
| 意 宇 郡 | 佐草村       |                           | 大庭村                     | 大庭村                       | 大庭村                       | 昭和26年4月1日 松江市に編入        | 松江市                       | 松江市                     | 平成17年3月31日 松江市       | 松江市 |
| 意 宇 郡 | 山代村       |                           | 大庭村                     | 大庭村                       | 大庭村                       | 昭和26年4月1日 松江市に編入        | 松江市                       | 松江市                     | 平成17年3月31日 松江市       | 松江市 |
| 意 宇 郡 | 大草村       |                           | 大庭村                     | 大庭村                       | 大庭村                       | 昭和26年4月1日 松江市に編入        | 松江市                       | 松江市                     | 平成17年3月31日 松江市       | 松江市 |
| 意 宇 郡 | 東忌部村     | 東忌部村                  | 忌部村                     | 忌部村                       | 忌部村                       | 昭和26年4月1日 松江市に編入        | 松江市                       | 松江市                     | 平成17年3月31日 松江市       | 松江市 |
| 意 宇 郡 | 西忌部村     |                           | 忌部村                     | 忌部村                       | 忌部村                       | 昭和26年4月1日 松江市に編入        | 松江市                       | 松江市                     | 平成17年3月31日 松江市       | 松江市 |
| 意 宇 郡 | 竹矢村       | 竹矢村                    | 竹矢村                     | 竹矢村                       | 竹矢村                       | 昭和25年9月21日 松江市に編入       | 松江市                       | 松江市                     | 平成17年3月31日 松江市       | 松江市 |
| 意 宇 郡 | 矢田村       |                           | 竹矢村                     | 竹矢村                       | 竹矢村                       | 昭和25年9月21日 松江市に編入       | 松江市                       | 松江市                     | 平成17年3月31日 松江市       | 松江市 |
| 意 宇 郡 | 八幡村       |                           | 竹矢村                     | 竹矢村                       | 竹矢村                       | 昭和25年9月21日 松江市に編入       | 松江市                       | 松江市                     | 平成17年3月31日 松江市       | 松江市 |
| 意 宇 郡 | 馬潟村       |                           | 竹矢村                     | 竹矢村                       | 竹矢村                       | 昭和25年9月21日 松江市に編入       | 松江市                       | 松江市                     | 平成17年3月31日 松江市       | 松江市 |
| 意 宇 郡 | 乃木村       | 一部                      | 松江市                     | 松江市                       | 松江市                       | 松江市                             | 松江市                       | 松江市                     | 平成17年3月31日 松江市       | 松江市 |
| 意 宇 郡 | 乃木村       | 残部                      | 乃木村                     | 乃木村                       | 乃木村                       | 昭和25年9月21日 松江市に編入       | 松江市                       | 松江市                     | 平成17年3月31日 松江市       | 松江市 |
| 意 宇 郡 | 福富村       |                           | 乃木村                     | 乃木村                       | 乃木村                       | 昭和25年9月21日 松江市に編入       | 松江市                       | 松江市                     | 平成17年3月31日 松江市       | 松江市 |
| 意 宇 郡 | 乃白村       |                           | 乃木村                     | 乃木村                       | 乃木村                       | 昭和25年9月21日 松江市に編入       | 松江市                       | 松江市                     | 平成17年3月31日 松江市       | 松江市 |
| 意 宇 郡 | 松江分       | 一部                      | 乃木村                     | 乃木村                       | 乃木村                       | 昭和25年9月21日 松江市に編入       | 松江市                       | 松江市                     | 平成17年3月31日 松江市       | 松江市 |
| 意 宇 郡 | 松江分       | 一部                      | 松江市                     | 松江市                       | 松江市                       | 松江市                             | 松江市                       | 松江市                     | 平成17年3月31日 松江市       | 松江市 |
| 意 宇 郡 | 松江分       | 一部                      | 津田村                     | 津田村                       | 昭和9年12月1日 松江市に編入  | 松江市                             | 松江市                       | 松江市                     | 平成17年3月31日 松江市       | 松江市 |
| 意 宇 郡 | 古志原村     |                           | 津田村                     | 津田村                       | 昭和9年12月1日 松江市に編入  | 松江市                             | 松江市                       | 松江市                     | 平成17年3月31日 松江市       | 松江市 |
| 意 宇 郡 | 東津田村     |                           | 津田村                     | 津田村                       | 昭和9年12月1日 松江市に編入  | 松江市                             | 松江市                       | 松江市                     | 平成17年3月31日 松江市       | 松江市 |
| 意 宇 郡 | 西津田村     | 残部                      | 津田村                     | 津田村                       | 昭和9年12月1日 松江市に編入  | 松江市                             | 松江市                       | 松江市                     | 平成17年3月31日 松江市       | 松江市 |
| 意 宇 郡 | 西津田村     | 一部                      | 松江市                     | 松江市                       | 松江市                       | 松江市                             | 松江市                       | 松江市                     | 平成17年3月31日 松江市       | 松江市 |
| 意 宇 郡 | 松江城下町   | 意宇郡所属分              | 松江市                     | 松江市                       | 松江市                       | 松江市                             | 松江市                       | 松江市                     | 平成17年3月31日 松江市       | 松江市 |
| 島 根 郡 | 松江城下町   | 島根郡所属分              | 松江市                     | 松江市                       | 松江市                       | 松江市                             | 松江市                       | 松江市                     | 平成17年3月31日 松江市       | 松江市 |
| 島 根 郡 | 末次村       | 一部                      | 松江市                     | 松江市                       | 松江市                       | 松江市                             | 松江市                       | 松江市                     | 平成17年3月31日 松江市       | 松江市 |
| 島 根 郡 | 末次村       | 残部                      | 法吉村                     | 法吉村                       | 法吉村                       | 昭和23年10月10日 松江市に編入      | 松江市                       | 松江市                     | 平成17年3月31日 松江市       | 松江市 |
| 島 根 郡 | 法吉村       |                           | 法吉村                     | 法吉村                       | 法吉村                       | 昭和23年10月10日 松江市に編入      | 松江市                       | 松江市                     | 平成17年3月31日 松江市       | 松江市 |
| 島 根 郡 | 黒田村       |                           | 法吉村                     | 法吉村                       | 法吉村                       | 昭和23年10月10日 松江市に編入      | 松江市                       | 松江市                     | 平成17年3月31日 松江市       | 松江市 |
| 島 根 郡 | 国屋村       |                           | 法吉村                     | 法吉村                       | 法吉村                       | 昭和23年10月10日 松江市に編入      | 松江市                       | 松江市                     | 平成17年3月31日 松江市       | 松江市 |
| 島 根 郡 | 比津村       |                           | 法吉村                     | 法吉村                       | 法吉村                       | 昭和23年10月10日 松江市に編入      | 松江市                       | 松江市                     | 平成17年3月31日 松江市       | 松江市 |
| 島 根 郡 | 春日村       |                           | 法吉村                     | 法吉村                       | 法吉村                       | 昭和23年10月10日 松江市に編入      | 松江市                       | 松江市                     | 平成17年3月31日 松江市       | 松江市 |
| 島 根 郡 | 奥谷村       | 残部                      | 法吉村                     | 法吉村                       | 法吉村                       | 昭和23年10月10日 松江市に編入      | 松江市                       | 松江市                     | 平成17年3月31日 松江市       | 松江市 |
| 島 根 郡 | 奥谷村       | 一部                      | 松江市                     | 松江市                       | 松江市                       | 松江市                             | 松江市                       | 松江市                     | 平成17年3月31日 松江市       | 松江市 |
| 島 根 郡 | 西川津村     | 一部                      | 松江市                     | 松江市                       | 松江市                       | 松江市                             | 松江市                       | 松江市                     | 平成17年3月31日 松江市       | 松江市 |
| 島 根 郡 | 西川津村     | 残部                      | 西川津村                   | 明治36年4月1日 川津村        | 昭和14年2月11日 松江市に編入 | 松江市                             | 松江市                       | 松江市                     | 平成17年3月31日 松江市       | 松江市 |
| 島 根 郡 | 菅田村       |                           | 西川津村                   | 明治36年4月1日 川津村        | 昭和14年2月11日 松江市に編入 | 松江市                             | 松江市                       | 松江市                     | 平成17年3月31日 松江市       | 松江市 |
| 島 根 郡 | 上東川津村   | 上東川津村                | 東川津村                   | 明治36年4月1日 川津村        | 昭和14年2月11日 松江市に編入 | 松江市                             | 松江市                       | 松江市                     | 平成17年3月31日 松江市       | 松江市 |
| 島 根 郡 | 下東川津村   |                           | 東川津村                   | 明治36年4月1日 川津村        | 昭和14年2月11日 松江市に編入 | 松江市                             | 松江市                       | 松江市                     | 平成17年3月31日 松江市       | 松江市 |
| 島 根 郡 | 西尾村       | 西尾村                    | 朝酌村                     | 朝酌村                       | 昭和14年11月1日 松江市に編入 | 松江市                             | 松江市                       | 松江市                     | 平成17年3月31日 松江市       | 松江市 |
| 島 根 郡 | 朝酌村       |                           | 朝酌村                     | 朝酌村                       | 昭和14年11月1日 松江市に編入 | 松江市                             | 松江市                       | 松江市                     | 平成17年3月31日 松江市       | 松江市 |
| 島 根 郡 | 福富村       |                           | 朝酌村                     | 朝酌村                       | 昭和14年11月1日 松江市に編入 | 松江市                             | 松江市                       | 松江市                     | 平成17年3月31日 松江市       | 松江市 |
| 島 根 郡 | 大井村       |                           | 朝酌村                     | 朝酌村                       | 昭和14年11月1日 松江市に編入 | 松江市                             | 松江市                       | 松江市                     | 平成17年3月31日 松江市       | 松江市 |
| 島 根 郡 | 大海崎村     |                           | 朝酌村                     | 朝酌村                       | 昭和14年11月1日 松江市に編入 | 松江市                             | 松江市                       | 松江市                     | 平成17年3月31日 松江市       | 松江市 |
| 島 根 郡 | 東生馬村     | 東生馬村                  | 生馬村                     | 生馬村                       | 生馬村                       | 生馬村                             | 昭和28年4月1日 松江市に編入  | 松江市                     | 平成17年3月31日 松江市       | 松江市 |
| 島 根 郡 | 西生馬村     |                           | 生馬村                     | 生馬村                       | 生馬村                       | 生馬村                             | 昭和28年4月1日 松江市に編入  | 松江市                     | 平成17年3月31日 松江市       | 松江市 |
| 島 根 郡 | 上佐陀村     |                           | 生馬村                     | 生馬村                       | 生馬村                       | 生馬村                             | 昭和28年4月1日 松江市に編入  | 松江市                     | 平成17年3月31日 松江市       | 松江市 |
| 島 根 郡 | 下佐陀村     |                           | 生馬村                     | 生馬村                       | 生馬村                       | 生馬村                             | 昭和28年4月1日 松江市に編入  | 松江市                     | 平成17年3月31日 松江市       | 松江市 |
| 島 根 郡 | 薦津村       |                           | 生馬村                     | 生馬村                       | 生馬村                       | 生馬村                             | 昭和28年4月1日 松江市に編入  | 松江市                     | 平成17年3月31日 松江市       | 松江市 |
| 島 根 郡 | 浜佐田村     |                           | 生馬村                     | 生馬村                       | 生馬村                       | 生馬村                             | 昭和28年4月1日 松江市に編入  | 松江市                     | 平成17年3月31日 松江市       | 松江市 |
| 島 根 郡 | 西持田村     | 西持田村                  | 持田村                     | 持田村                       | 持田村                       | 持田村                             | 昭和28年4月1日 松江市に編入  | 松江市                     | 平成17年3月31日 松江市       | 松江市 |
| 島 根 郡 | 東持田村     |                           | 持田村                     | 持田村                       | 持田村                       | 持田村                             | 昭和28年4月1日 松江市に編入  | 松江市                     | 平成17年3月31日 松江市       | 松江市 |
| 島 根 郡 | 福原村       |                           | 持田村                     | 持田村                       | 持田村                       | 持田村                             | 昭和28年4月1日 松江市に編入  | 松江市                     | 平成17年3月31日 松江市       | 松江市 |
| 島 根 郡 | 坂本村       |                           | 持田村                     | 持田村                       | 持田村                       | 持田村                             | 昭和28年4月1日 松江市に編入  | 松江市                     | 平成17年3月31日 松江市       | 松江市 |
| 島 根 郡 | 川原村       |                           | 持田村                     | 持田村                       | 持田村                       | 持田村                             | 昭和28年4月1日 松江市に編入  | 松江市                     | 平成17年3月31日 松江市       | 松江市 |
| 島 根 郡 | 本庄町       | 本庄町                    | 本庄村                     | 本庄村                       | 本庄村                       | 本庄村                             | 昭和30年3月10日 松江市に編入 | 松江市                     | 平成17年3月31日 松江市       | 松江市 |
| 島 根 郡 | 本庄村       |                           | 本庄村                     | 本庄村                       | 本庄村                       | 本庄村                             | 昭和30年3月10日 松江市に編入 | 松江市                     | 平成17年3月31日 松江市       | 松江市 |
| 島 根 郡 | 手角村       |                           | 本庄村                     | 本庄村                       | 本庄村                       | 本庄村                             | 昭和30年3月10日 松江市に編入 | 松江市                     | 平成17年3月31日 松江市       | 松江市 |
| 島 根 郡 | 長海村       |                           | 本庄村                     | 本庄村                       | 本庄村                       | 本庄村                             | 昭和30年3月10日 松江市に編入 | 松江市                     | 平成17年3月31日 松江市       | 松江市 |
| 島 根 郡 | 別所村       |                           | 本庄村                     | 本庄村                       | 本庄村                       | 本庄村                             | 昭和30年3月10日 松江市に編入 | 松江市                     | 平成17年3月31日 松江市       | 松江市 |
| 島 根 郡 | 野原村       |                           | 本庄村                     | 本庄村                       | 本庄村                       | 本庄村                             | 昭和30年3月10日 松江市に編入 | 松江市                     | 平成17年3月31日 松江市       | 松江市 |
| 島 根 郡 | 邑生村       |                           | 本庄村                     | 本庄村                       | 本庄村                       | 本庄村                             | 昭和30年3月10日 松江市に編入 | 松江市                     | 平成17年3月31日 松江市       | 松江市 |
| 島 根 郡 | 新庄村       |                           | 本庄村                     | 本庄村                       | 本庄村                       | 本庄村                             | 昭和30年3月10日 松江市に編入 | 松江市                     | 平成17年3月31日 松江市       | 松江市 |
| 島 根 郡 | 上宇部尾村   |                           | 本庄村                     | 本庄村                       | 本庄村                       | 本庄村                             | 昭和30年3月10日 松江市に編入 | 松江市                     | 平成17年3月31日 松江市       | 松江市 |
| 島 根 郡 | 美保関       | 美保関                    | 美保関村                   | 大正13年1月1日 町制 美保関町 | 美保関町                     | 美保関町                           | 昭和30年4月13日 美保関町     | 美保関町                   | 平成17年3月31日 松江市       | 松江市 |
| 島 根 郡 | 雲津浦       |                           | 美保関村                   | 大正13年1月1日 町制 美保関町 | 美保関町                     | 美保関町                           | 昭和30年4月13日 美保関町     | 美保関町                   | 平成17年3月31日 松江市       | 松江市 |
| 島 根 郡 | 笠浦         | 笠浦                      | 千酌村                     | 千酌村                       | 千酌村                       | 千酌村                             | 昭和30年4月13日 美保関町     | 美保関町                   | 平成17年3月31日 松江市       | 松江市 |
| 島 根 郡 | 千酌浦       |                           | 千酌村                     | 千酌村                       | 千酌村                       | 千酌村                             | 昭和30年4月13日 美保関町     | 美保関町                   | 平成17年3月31日 松江市       | 松江市 |
| 島 根 郡 | 北浦         |                           | 千酌村                     | 千酌村                       | 千酌村                       | 千酌村                             | 昭和30年4月13日 美保関町     | 美保関町                   | 平成17年3月31日 松江市       | 松江市 |
| 島 根 郡 | 菅浦         | 菅浦                      | 片江村                     | 片江村                       | 片江村                       | 片江村                             | 昭和30年4月13日 美保関町     | 美保関町                   | 平成17年3月31日 松江市       | 松江市 |
| 島 根 郡 | 片江浦       |                           | 片江村                     | 片江村                       | 片江村                       | 片江村                             | 昭和30年4月13日 美保関町     | 美保関町                   | 平成17年3月31日 松江市       | 松江市 |
| 島 根 郡 | 七類浦       |                           | 片江村                     | 片江村                       | 片江村                       | 片江村                             | 昭和30年4月13日 美保関町     | 美保関町                   | 平成17年3月31日 松江市       | 松江市 |
| 島 根 郡 | 諸喰浦       |                           | 片江村                     | 片江村                       | 片江村                       | 片江村                             | 昭和30年4月13日 美保関町     | 美保関町                   | 平成17年3月31日 松江市       | 松江市 |
| 島 根 郡 | 福浦         | 福浦                      | 森山村                     | 森山村                       | 森山村                       | 森山村                             | 昭和30年4月13日 美保関町     | 美保関町                   | 平成17年3月31日 松江市       | 松江市 |
| 島 根 郡 | 森山村       |                           | 森山村                     | 森山村                       | 森山村                       | 森山村                             | 昭和30年4月13日 美保関町     | 美保関町                   | 平成17年3月31日 松江市       | 松江市 |
| 島 根 郡 | 下宇部尾村   |                           | 森山村                     | 森山村                       | 森山村                       | 森山村                             | 昭和30年4月13日 美保関町     | 美保関町                   | 平成17年3月31日 松江市       | 松江市 |
| 島 根 郡 | 野波浦       | 野波浦                    | 野波村                     | 野波村                       | 野波村                       | 野波村                             | 昭和31年1月10日 島根村       | 昭和44年4月1日 町制 島根町 | 平成17年3月31日 松江市       | 松江市 |
| 島 根 郡 | 多古浦       |                           | 野波村                     | 野波村                       | 野波村                       | 野波村                             | 昭和31年1月10日 島根村       | 昭和44年4月1日 町制 島根町 | 平成17年3月31日 松江市       | 松江市 |
| 島 根 郡 | 野井浦       |                           | 野波村                     | 野波村                       | 野波村                       | 野波村                             | 昭和31年1月10日 島根村       | 昭和44年4月1日 町制 島根町 | 平成17年3月31日 松江市       | 松江市 |
| 島 根 郡 | 加賀浦       | 加賀浦                    | 加賀村                     | 加賀村                       | 加賀村                       | 加賀村                             | 昭和31年1月10日 島根村       | 昭和44年4月1日 町制 島根町 | 平成17年3月31日 松江市       | 松江市 |
| 島 根 郡 | 大芦浦       | 大芦浦                    | 大芦村                     | 大芦村                       | 大芦村                       | 大芦村                             | 昭和31年1月10日 島根村       | 昭和44年4月1日 町制 島根町 | 平成17年3月31日 松江市       | 松江市 |
| 島 根 郡 | 北講武村     | 北講武村                  | 講武村                     | 講武村                       | 講武村                       | 講武村                             | 昭和31年3月3日 鹿島町        | 鹿島町                     | 平成17年3月31日 松江市       | 松江市 |
| 島 根 郡 | 南講武村     |                           | 講武村                     | 講武村                       | 講武村                       | 講武村                             | 昭和31年3月3日 鹿島町        | 鹿島町                     | 平成17年3月31日 松江市       | 松江市 |
| 島 根 郡 | 上講武村     |                           | 講武村                     | 講武村                       | 講武村                       | 講武村                             | 昭和31年3月3日 鹿島町        | 鹿島町                     | 平成17年3月31日 松江市       | 松江市 |
| 島 根 郡 | 名分村       |                           | 講武村                     | 講武村                       | 講武村                       | 講武村                             | 昭和31年3月3日 鹿島町        | 鹿島町                     | 平成17年3月31日 松江市       | 松江市 |
| 島 根 郡 | 水浦         | 明治9年5月6日 改称 御津浦 | 御津村                     | 御津村                       | 御津村                       | 御津村                             | 昭和31年3月3日 鹿島町        | 鹿島町                     | 平成17年3月31日 松江市       | 松江市 |
| 秋 鹿 郡 | 古浦         | 古浦                      | 恵曇村                     | 恵曇村                       | 恵曇村                       | 昭和22年12月28日 町制 恵曇町       | 昭和31年3月3日 鹿島町        | 鹿島町                     | 平成17年3月31日 松江市       | 松江市 |
| 秋 鹿 郡 | 江角浦       |                           | 恵曇村                     | 恵曇村                       | 恵曇村                       | 昭和22年12月28日 町制 恵曇町       | 昭和31年3月3日 鹿島町        | 鹿島町                     | 平成17年3月31日 松江市       | 松江市 |
| 秋 鹿 郡 | 手結浦       |                           | 恵曇村                     | 恵曇村                       | 恵曇村                       | 昭和22年12月28日 町制 恵曇町       | 昭和31年3月3日 鹿島町        | 鹿島町                     | 平成17年3月31日 松江市       | 松江市 |
| 秋 鹿 郡 | 片句浦       |                           | 恵曇村                     | 恵曇村                       | 恵曇村                       | 昭和22年12月28日 町制 恵曇町       | 昭和31年3月3日 鹿島町        | 鹿島町                     | 平成17年3月31日 松江市       | 松江市 |
| 秋 鹿 郡 | 佐陀宮内村   | 佐陀宮内村                | 佐太村                     | 佐太村                       | 佐太村                       | 佐太村                             | 昭和31年3月3日 鹿島町        | 鹿島町                     | 平成17年3月31日 松江市       | 松江市 |
| 秋 鹿 郡 | 佐陀本郷村   |                           | 佐太村                     | 佐太村                       | 佐太村                       | 佐太村                             | 昭和31年3月3日 鹿島町        | 鹿島町                     | 平成17年3月31日 松江市       | 松江市 |
| 秋 鹿 郡 | 武代村       |                           | 佐太村                     | 佐太村                       | 佐太村                       | 佐太村                             | 昭和31年3月3日 鹿島町        | 鹿島町                     | 平成17年3月31日 松江市       | 松江市 |
| 秋 鹿 郡 | 古志村       | 古志村                    | 古志村                     | 明治41年5月1日 古江村        | 古江村                       | 古江村                             | 昭和30年3月10日 松江市に編入 | 松江市                     | 平成17年3月31日 松江市       | 松江市 |
| 秋 鹿 郡 | 浜佐陀村     |                           | 古志村                     | 明治41年5月1日 古江村        | 古江村                       | 古江村                             | 昭和30年3月10日 松江市に編入 | 松江市                     | 平成17年3月31日 松江市       | 松江市 |
| 秋 鹿 郡 | 西谷村       |                           | 古志村                     | 明治41年5月1日 古江村        | 古江村                       | 古江村                             | 昭和30年3月10日 松江市に編入 | 松江市                     | 平成17年3月31日 松江市       | 松江市 |
| 秋 鹿 郡 | 古曽志村     | 古曽志村                  | 古曽志村                   | 明治41年5月1日 古江村        | 古江村                       | 古江村                             | 昭和30年3月10日 松江市に編入 | 松江市                     | 平成17年3月31日 松江市       | 松江市 |
| 秋 鹿 郡 | 成相寺村     | 明治8年9月5日 荘成村      | 古曽志村                   | 明治41年5月1日 古江村        | 古江村                       | 古江村                             | 昭和30年3月10日 松江市に編入 | 松江市                     | 平成17年3月31日 松江市       | 松江市 |
| 秋 鹿 郡 | 荘村         | 明治8年9月5日 荘成村      | 古曽志村                   | 明治41年5月1日 古江村        | 古江村                       | 古江村                             | 昭和30年3月10日 松江市に編入 | 松江市                     | 平成17年3月31日 松江市       | 松江市 |
| 秋 鹿 郡 | 西長江村     | 明治8年9月5日 長江村      | 長江村                     | 明治41年5月1日 古江村        | 古江村                       | 古江村                             | 昭和30年3月10日 松江市に編入 | 松江市                     | 平成17年3月31日 松江市       | 松江市 |
| 秋 鹿 郡 | 東長江村     | 明治8年9月5日 長江村      | 長江村                     | 明治41年5月1日 古江村        | 古江村                       | 古江村                             | 昭和30年3月10日 松江市に編入 | 松江市                     | 平成17年3月31日 松江市       | 松江市 |
| 秋 鹿 郡 | 大野村上分   | 大野村上分                | 大野村                     | 大野村                       | 大野村                       | 大野村                             | 昭和35年8月1日 松江市に編入  | 松江市                     | 平成17年3月31日 松江市       | 松江市 |
| 秋 鹿 郡 | 大野村下分   |                           | 大野村                     | 大野村                       | 大野村                       | 大野村                             | 昭和35年8月1日 松江市に編入  | 松江市                     | 平成17年3月31日 松江市       | 松江市 |
| 秋 鹿 郡 | 魚瀬浦       | 明治8年9月5日 魚瀬浦      | 大野村                     | 大野村                       | 大野村                       | 大野村                             | 昭和35年8月1日 松江市に編入  | 松江市                     | 平成17年3月31日 松江市       | 松江市 |
| 秋 鹿 郡 | 鎌田浦       | 明治8年9月5日 魚瀬浦      | 大野村                     | 大野村                       | 大野村                       | 大野村                             | 昭和35年8月1日 松江市に編入  | 松江市                     | 平成17年3月31日 松江市       | 松江市 |
| 秋 鹿 郡 | 秋鹿町       | 秋鹿町                    | 秋鹿村                     | 秋鹿村                       | 秋鹿村                       | 秋鹿村                             | 昭和35年8月1日 松江市に編入  | 松江市                     | 平成17年3月31日 松江市       | 松江市 |
| 秋 鹿 郡 | 秋鹿村       |                           | 秋鹿村                     | 秋鹿村                       | 秋鹿村                       | 秋鹿村                             | 昭和35年8月1日 松江市に編入  | 松江市                     | 平成17年3月31日 松江市       | 松江市 |
| 秋 鹿 郡 | 大垣村       |                           | 秋鹿村                     | 秋鹿村                       | 秋鹿村                       | 秋鹿村                             | 昭和35年8月1日 松江市に編入  | 松江市                     | 平成17年3月31日 松江市       | 松江市 |
| 秋 鹿 郡 | 岡本村       |                           | 秋鹿村                     | 秋鹿村                       | 秋鹿村                       | 秋鹿村                             | 昭和35年8月1日 松江市に編入  | 松江市                     | 平成17年3月31日 松江市       | 松江市 |
| 秋 鹿 郡 | 伊野村上分   | 明治9年5月6日 改称 野郷村 | 伊野村                     | 伊野村                       | 伊野村                       | 伊野村                             | 昭和35年4月1日 平田市に編入  | 平田市                     | 平成17年3月22日 出雲市の一部 | 出雲市 |
| 秋 鹿 郡 | 伊野村下分   | 明治9年5月6日 改称 美野村 | 伊野村                     | 伊野村                       | 伊野村                       | 伊野村                             | 昭和35年4月1日 平田市に編入  | 平田市                     | 平成17年3月22日 出雲市の一部 | 出雲市 |
| 秋 鹿 郡 | 伊野浦       | 明治8年9月5日 地合浦      | 伊野村                     | 伊野村                       | 伊野村                       | 伊野村                             | 昭和35年4月1日 平田市に編入  | 平田市                     | 平成17年3月22日 出雲市の一部 | 出雲市 |
| 秋 鹿 郡 | 畑浦         | 明治8年9月5日 地合浦      | 伊野村                     | 伊野村                       | 伊野村                       | 伊野村                             | 昭和35年4月1日 平田市に編入  | 平田市                     | 平成17年3月22日 出雲市の一部 | 出雲市 |

## 行政
歴代郡長
| 代 | 氏名 | 就任年月日               | 退任年月日                | 備考                   |
| -- | ---- | ------------------------ | ------------------------- | ---------------------- |
| 1  |      | 明治29年（1896年）4月1日 |                           |                        |
|    |      |                          | 大正15年（1926年）6月30日 | 郡役所廃止により、廃官 |